# KV21
Ngôi mộ KV21 nằm trong Thung lũng của các vị Vua ở Ai Cập. Nó chứa các xác ướp của hai người phụ nữ, có thể của Vương triều 18. Trong năm 2010, một đội khám phá đứng đầu bởi Tiến sĩ Zahi Hawass và bao gồm cả nhà di truyền học T. P. Pusch đã xét nghiệm DNA để xác định một trong hai xác ướp trên là mẹ ruột của 2 thai chết yểu trong ngôi mộ của Vua Tutankhamun (KV62.
Ngôi mộ đã được phát hiện từ trước bởi Giovanni Belzoni vào năm 1817.
Công bố kết quả DNA trong năm 2010, Pusch nói, "Các dữ liệu thu được từ KV21A là địa điểm đặt xác ướp của một người mẹ mang bào thai. Rất tiếc rằng họ vẫn chưa thể xác định bà ấy có phải là Ankhesenamun, vợ của vua Tut hay là con gái của Nefertiti.

## Xem thêm

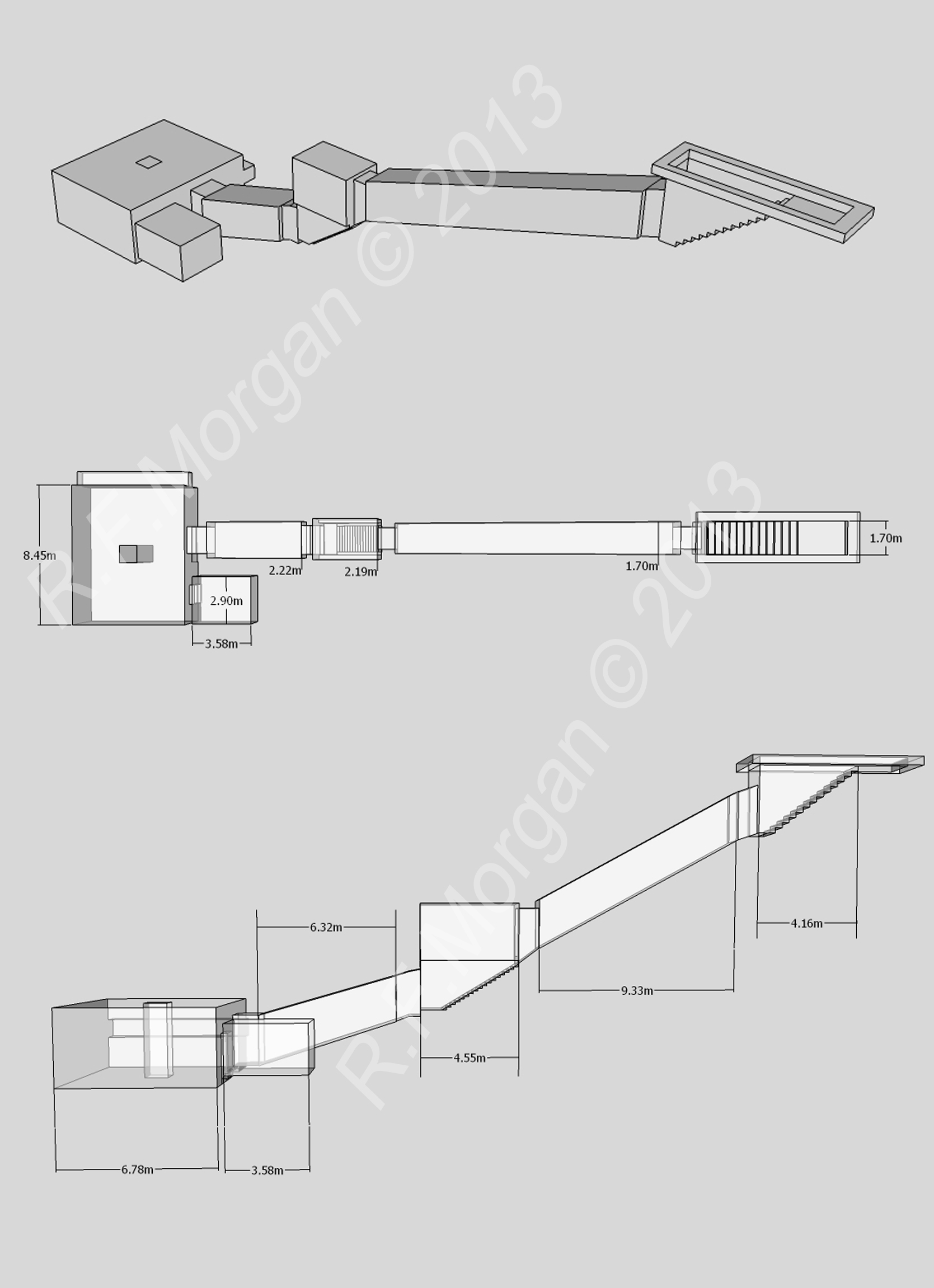
Hình ảnh của KV21 lấy từ một mô hình 3d